# Вокзал Дурлах
Вокза́л Ду́рлах (нем. Bahnhof Karlsruhe-Durlach; сокр. Durlach Hbf) — сквозной наземный крытый железнодорожный вокзал, являющийся транзитной станцией в городском районе Дурлах в Карлсруэ, (Германия). .

## История

### Старый вокзал
Старый вокзал Дурлаха был открыт в 1843 году в тогда еще самостоятельном городе Дурлахе. Он был расположен к востоку от сегодняшнего. После открытия нового вокзала в 1911 году старый потерял своё значение и его работа была приостановлена окончательно к 1913 году. Затем на юге вокзала существовала еще используемая до 1990 года товарная станция. Старый вокзал был открыт на Баден-Пфальцской железной дороге, которая вначале была ширококолейной и имела ширину 1600 мм. В 1854 году колея была переделана под современную ширину 1435 мм. В 1859 году было открыто железнодорожное сообщение с Мюлакером.

### Новый вокзал

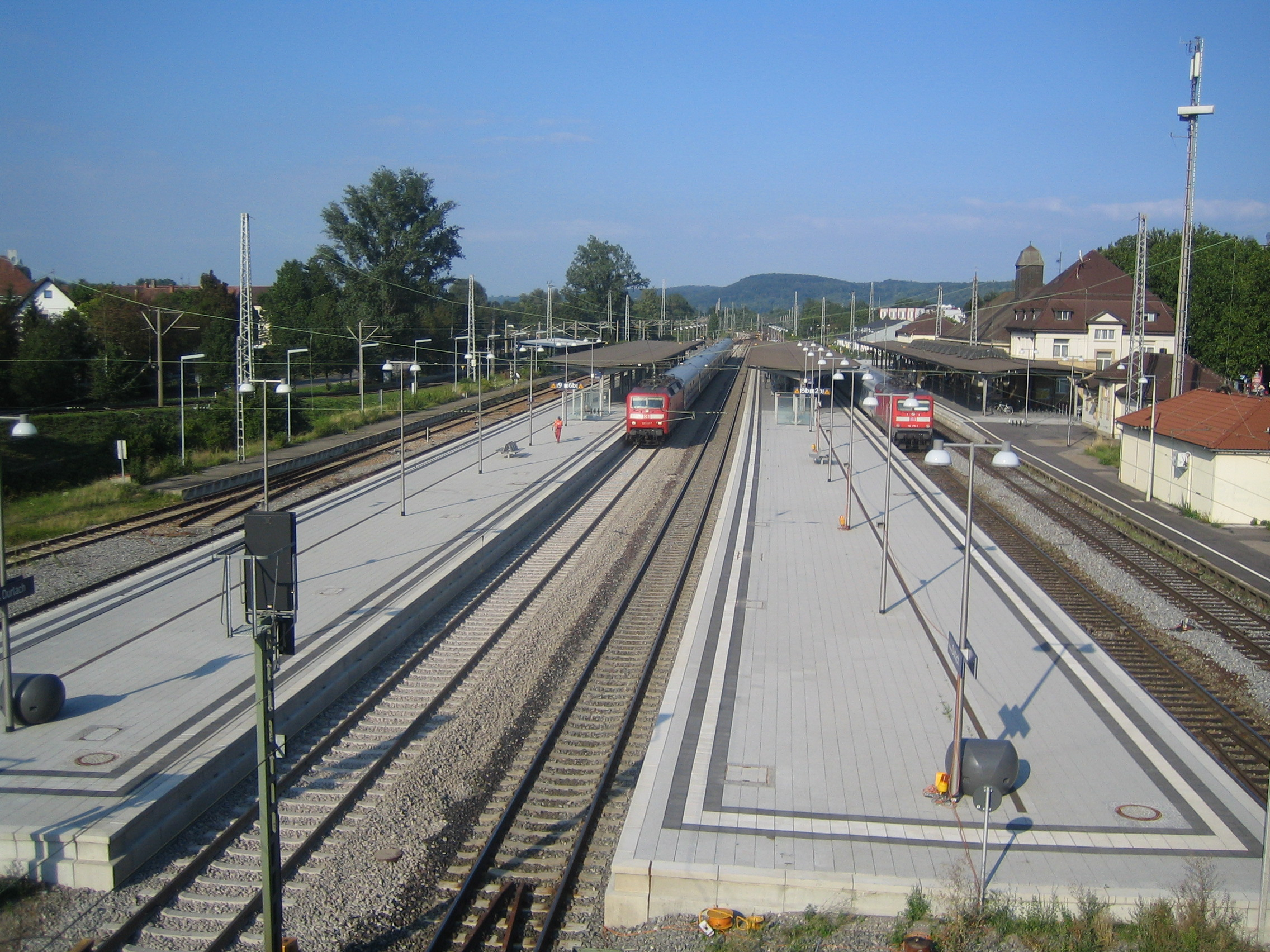
Железнодорожные пути вокзала Дурлах

Новый вокзал открылся 9 декабря 1911 года, и это повлекло за собой, что расстояние пути до Мюлакера было изменено. Перенос места вокзала в Дурлахе был необходим прежде всего, для удобства сообщений между Дурлахом и Главным вокзалом Карлсруэ, так как поезда из Мюлакера должны были использоваться сообща.
В 1992 был заложен двунаправленный городской участок железной дороги, к северо-западу от вокзала, который ответвлялся от Дурлахер-аллеи и поворачивал после пересечения дороги Баден-Пфальцского участка железной дороги в сторону Мюлакера. Параллельно на вокзале находится остановка с 2 боковыми платформами, на которых сегодня (2011) действует сообщение маршрутов городских электричек (S-bahn) S4 и S5. Все платформы взаимосвязаны путями друг с другом.

## Другие вокзалы Карлсруэ
- Главный вокзал Карлсруэ (Karlsruhe Hauptbahnhof)
- Вокзал Альбталь (Albtalbahnhof)
- Вокзал Мюльбург (Karlsruhe-Mühlburg)
- Вокзал Грётцинген (Grötzingen Bahnhof)